# Вязниковцев, Николай Александрович
Николай Александрович Вязниковцев (11 ноября 1907 года, Ярославль — 24 ноября 1967 года, Москва) — советский военный деятель, Генерал-майор (1955 год).

## Начальная биография
Николай Александрович Вязниковцев родился 11 ноября 1907 года в Ярославле.

## Военная служба

### Довоенное время
В октябре 1929 года был призван в ряды РККА и направлен в 5-й Кавказский Краснознамённый стрелковый полк имени А. К. Степина, дислоцированный в Баку, где был зачислен курсантом на курсы одногодичников. В октябре 1930 года Вязниковцев сдал экзамен на командира запаса, после чего был уволен в запас.
В апреле 1932 года был повторно призван в ряды РККА, после чего был назначен на должность командира взвода в составе 52-го стрелкового полка (18-я стрелковая дивизия, Московский военный округ), дислоцированного в Ярославле, в декабре того же года — на должность командира взвода 14-й отдельной стрелковой роты там же. В том же году вступил в ряды ВКП(б).
В феврале 1935 года — на должность помощника командира пулемётной роты в составе 163-го стрелкового полка (55-я стрелковая дивизия), дислоцированного в Белгороде. В 1936 году обучался на курсах усовершенствования командного состава по физической подготовке при Институте физкультуры, после окончания которых летом 1937 года был назначен на должность инструктора физической подготовки Тамбовского Краснознаменного пехотного училища.
С октября 1938 г. — слушатель Военной академии РККА им. М. В. Фрунзе. В период Советско-финляндской войны с 4 февраля по 14 марта временно был откомандирован пом. начальника штаба 443-го стрелкового полка 182-й стрелковой дивизии, затем продолжил учебу.

### Великая Отечественная война
С началом войны в июле 1941 года Вязниковцев был назначен на должность помощника начальника оперативного отдела штаба 30-й армии (Западный фронт), а 29 июля — на должность начальника 2-го и 1-го отделений штаба 250-й стрелковой дивизии, а затем — на должность начальника штаба этой дивизии, после чего участвовал в боевых действиях во время битвы за Москву, а также в Калининских оборонительной и наступательной, Ржевско-Вяземской наступательной операциях, Курской битве, Орловской, Брянской, Гомельско-Речицкой и Рогачевско-Жлобинской наступательных операциях, а также в освобождении городов Калинин, Орёл, Трубчевск, Стародуб и других. За отличия в боевых действиях Николай Александрович Вязниковцев был награждён орденами Красного Знамени и Отечественной войны 1 степени.
В апреле 1944 года был назначен на должность начальника штаба 35-го стрелкового корпуса, который вскоре принимал участие в боевых действиях в ходе Белостокской наступательной операции. С 22 по 24 июля того же года временно командовал этим корпусом. В боевых действиях успешно руководил штабом корпуса при подготовке и в ходе наступательных операций, поставленные перед штабом корпуса задачи были выполнены, за что Николай Александрович Вязниковцев был награждён орденом Красного Знамени.
В январе 1945 года был назначен на должность командира 290-й стрелковой дивизии, которая вскоре принимала участие в ходе Восточно-Прусской и Берлинской наступательных операций, во время которых вела боевые действия по ликвидации восточно-прусской группировки противника западнее Кенигсберга и группировки противника юго-восточнее Берлина. За умелое руководство войсками в этих операциях и проявленное при этом мужество Вязниковцев был награждён орденом Суворова 2 степени.

### Послевоенная карьера
С июня 1945 года Вязниковцев состоял в распоряжении Главного управления кадров НКО, затем Генерального штаба Красной Армии и в октябре того же года был назначен на должность старшего помощника начальника направления Группы особых поручений Оперативного управления Генерального штаба, в мае 1946 года — на должность заместителя начальника приморского направления, в июне 1947 года — на должность заместителя начальника северо-западного направления Оперативного управления Главного оперативного управления Генерального штаба, а в октябре 1954 года — на должность начальника 1-го направления Оперативного управления Главного оперативного управления Генерального штаба.
Генерал-майор Николай Александрович Вязниковцев в апреле 1958 года вышел в отставку. Умер 24 ноября 1967 года в Москве.

## Награды
- Орден Ленина;
- Четыре ордена Красного Знамени;
- Орден Суворова 2 степени;
- Орден Отечественной войны 1 степени;
- Орден Красной Звезды;
- Медали;

- Иностранный орден.